# Stromversorgung von La Palma
Die Stromversorgung von La Palma wird zu über 90 % von Dieselgeneratoren des Kraftwerks Los Guinchos ⊙ in der Gemeinde Breña Alta erzeugt. Weiterhin tragen mehrere Windparks und Photovoltaikanlagen zur Stromerzeugung der Insel bei.

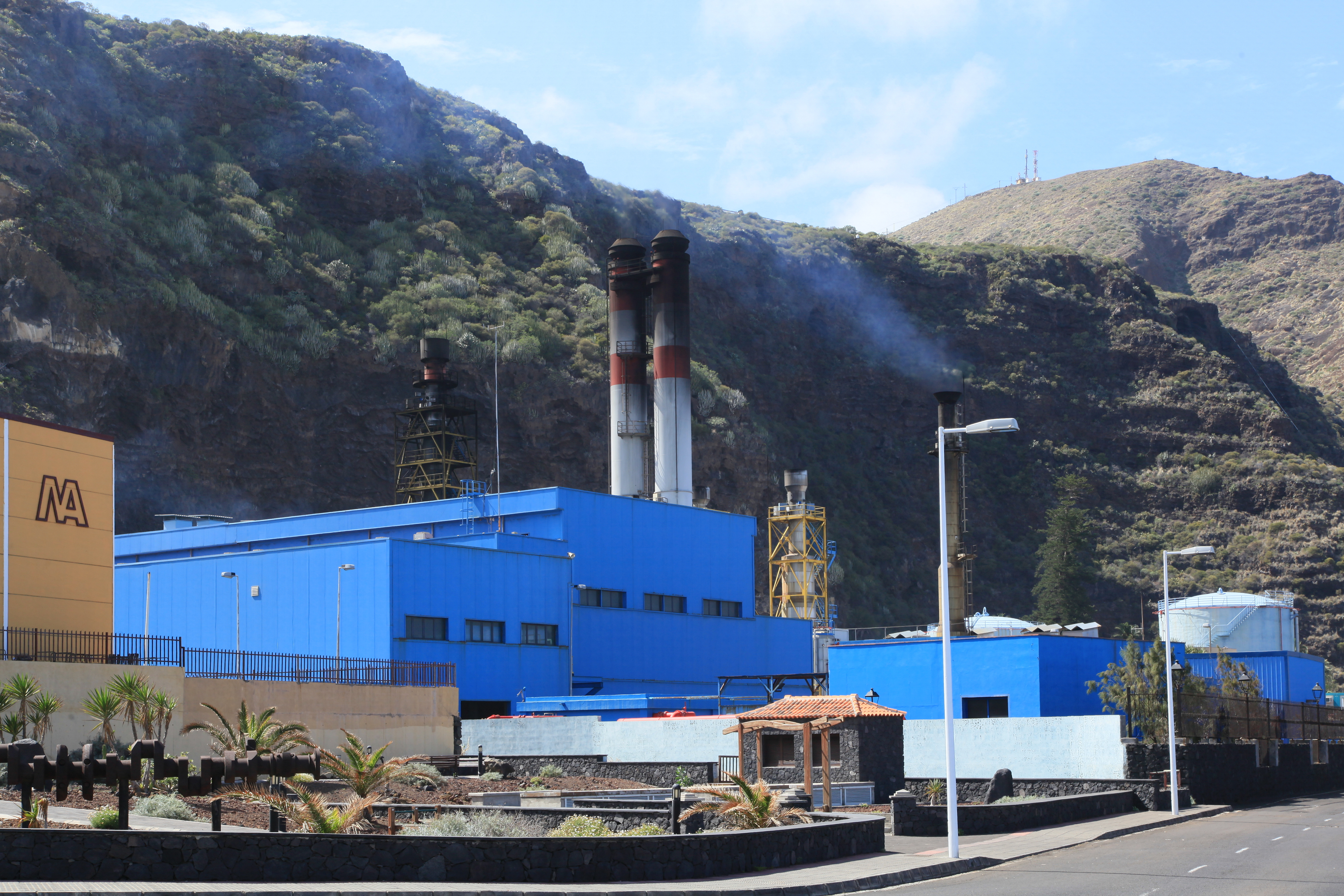
Kraftwerk Los Guinchos

## Energiebedarf
2015 betrug der Strombedarf auf La Palma 254,9 GWh, von denen 246 GWh vom Kraftwerk Los Guinchos erzeugt wurden (96,5 %). Der Jahresbedarf stieg gegenüber dem Vorjahr um 4,3 %, wohingegen der auf den anderen Kanarischen Inseln im Durchschnitt lediglich um 1 % stieg. Der maximale Energiebedarf erreichte am 24. Dezember 2015, 19:38 Uhr einen Spitzenwert von 43,4 MW. Der bis dahin höchste Spitzenwert wurde am 31. Dezember 2011 mit 45,9 MW erreicht.
2022 betrug der Strombedarf aus dem Netz 262,4 GWh, von denen 239 GWh vom Kraftwerk Los Guinchos erzeugt wurden (91,1 %), der Großteil durch Dieselgeneratoren und 0,8 % durch die Gasturbine. Weiterhin kamen 17,4 GWh aus Windkraft (6,6 %) und 6,03 GWh aus Photovoltaikanlagen (2,3 %). Nicht ans öffentliche Stromnetz angeschlossen ist eine Photovoltaikleistung von 1,5 MW in Eigenverbrauchsanlagen.

## Stromversorgung

### Fossile Kraftwerke
Das Kraftwerk Los Guinchos liegt in der Gemeinde Breña Alta, vor dem Ortseingang von Santa Cruz. Seine Gesamtleistung beträgt 105,3 MW und setzt sich aus den Leistungen von 10 Dieselgeneratoren (Baujahre zwischen 1973 und 2006) mit 4,3 bis 12,6 MW und einer Gasturbine (Baujahr 2004) mit 22,5 MW zusammen.

### Windenergieanlagen

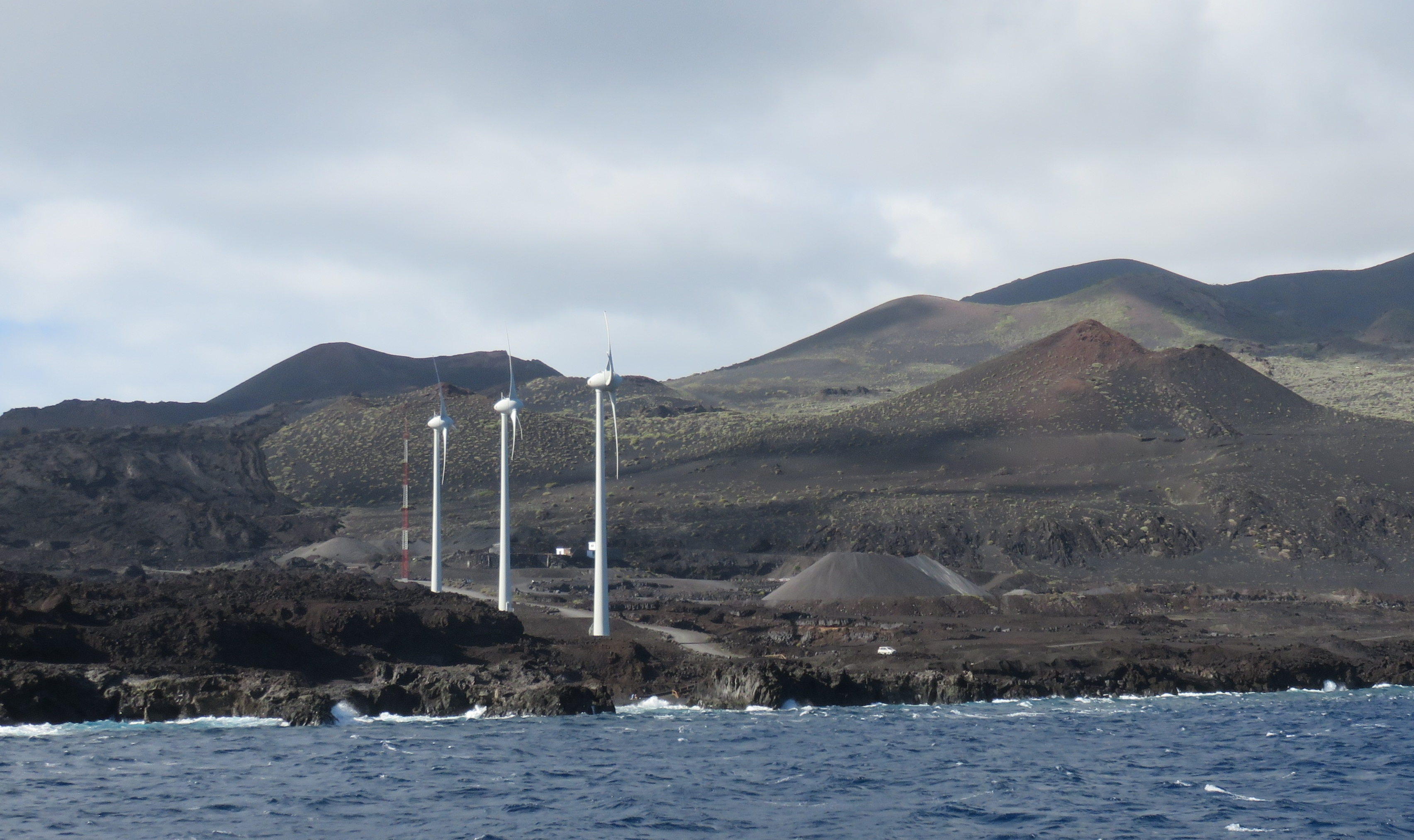
Windräder in Fuencaliente

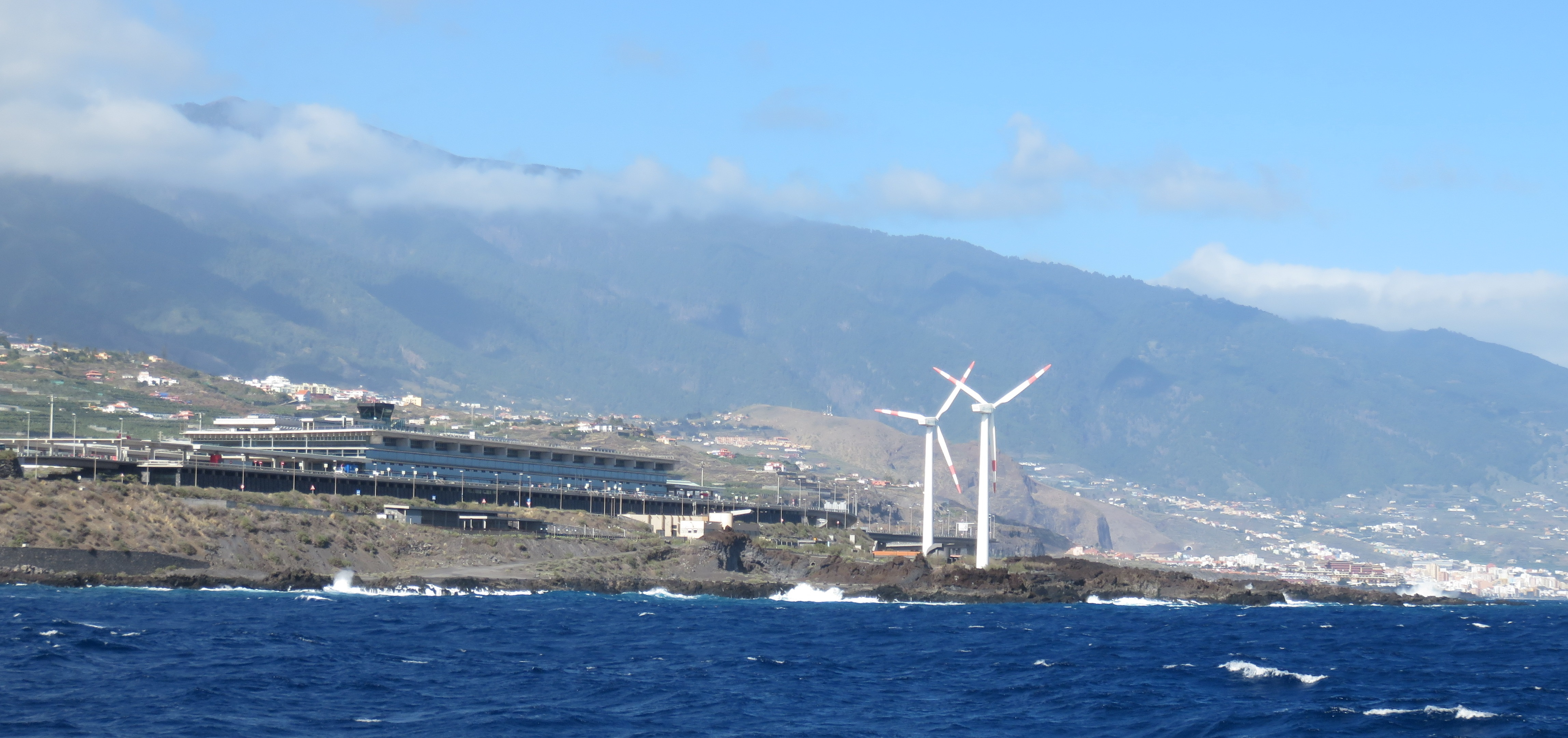
Windräder am Flughafen

Neben der Kraftwerksleistung tragen mehrere Windparks in den Gemeinden Garafía, Fuencaliente, Mazo und direkt am Flughafen mit einer Gesamtleistung von 7 MWpeak (Stand 2016) zur Stromerzeugung bei. Die zwei Windenergieanlagen am Flughafen stellen dessen Hauptenergiequelle dar.
Im Jahr 2012 erreichte die Stromproduktion aus Windquellen auf der Insel insgesamt 10.568 MWh. Die Verteilung der abgegebenen Leistung über das Jahr erfolgte relativ ungleichmäßig, in den Monaten Januar bis August betrug der monatliche Durchschnittswert etwa 1100 MWh (maximal 1700 MWh) und von September bis Dezember waren es etwa 400 MWh pro Monat.
| Daten                           | Fuencaliente    | Juan Adalid Garafía | Manchas Blancas Mazo         | Aeropuerto La Palma |
| ------------------------------- | --------------- | ------------------- | ---------------------------- | ------------------- |
| Errichtungsdatum                | ????            | 2012                | 2003                         | 2002                |
| Erst-Installation               | 5 × 300 kW      | 7 × 180 kW          | 6 × 225 kW                   |                     |
| Aktuelle Installation           | 3 × 900 kW      | 2 × 800 kW          | 3 × 600 kW                   | 2 × 660 kW          |
| Hersteller / Typ                | Enercon E44/900 | Enercon E48/800     | Navantia-Siemens Bonus Mk-IV | Made AE-46/I        |
| Rotordurchmesser / Nabenhöhe    | 44 m            | 48 m                | 44 m                         | 46 m / 43,5 m       |
| Installierte Leistung           | 02,7 MW         | 01,6 MW             | 01,8 MW                      | 01,32 MW            |
| Äquivalente Stunden/Jahr (2008) | 1553 h (18 %)   | 1162 h (13 %)       |                              |                     |
| Jahresleistung                  |                 |                     |                              |                     |
| Mittelwert 2009–2016            |                 |                     | 5.500 MWh/a                  |                     |
| 2017                            | 10.458 MWh/a    | 5.156 MWh/a         |                              |                     |
| 2018                            | 10.773 MWh/a    | 5.528 MWh/a         |                              |                     |

### Photovoltaikanlagen

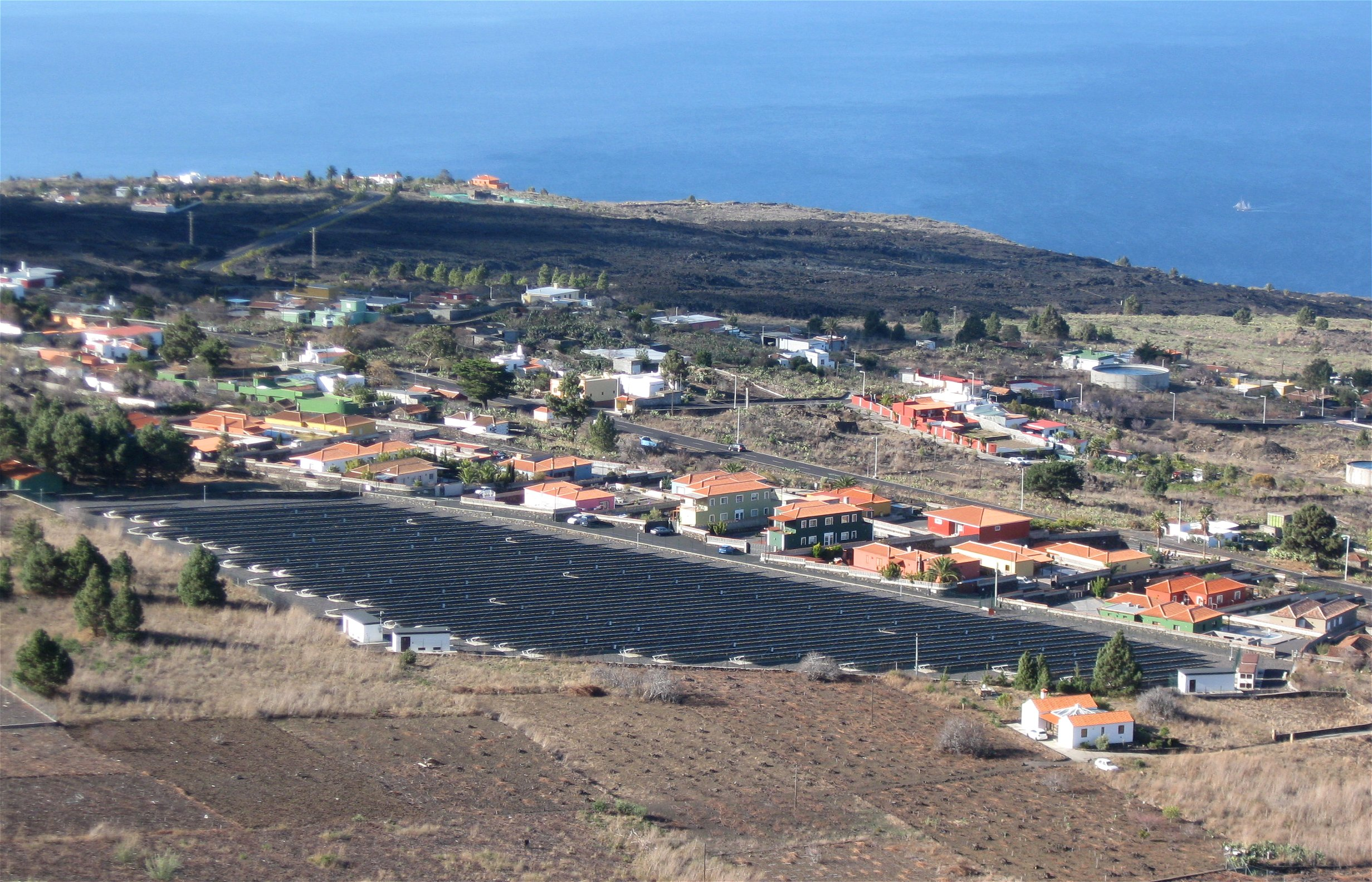
Photovoltaikanlage in Las Manchas (2012)

Eine erste – 2007 auf La Palma errichtete – Photovoltaikanlage befindet sich im Ortsteil El Remo der Gemeinde Los Llanos de Aridane mit einer Leistung von 0,691 MW. Sie besteht aus 6 Anlagen mit 576 Modulen und kann 333 palmerische Familien über das Jahr mit Strom versorgen.
2012 betrug die installierte Leistung an Photovoltaikanlagen 4,5 MW. Die Arbeitsabgabe von 6187 MWh verteilte sich über das Jahr – im Unterschied zur Windenergie – relativ gleichmäßig, in den Sommermonaten waren es pro Monat etwa 600 MWh und in den Wintermonaten etwa 400 MWh.
| Ort                       | Bau- jahr | Unternehmen              | Gemeinde   | Leistung (kWPeak) | Photovoltaik- Module | Fläche (ha) | Kosten (Mill. €) | Bemerkung                                                      |
| ------------------------- | --------- | ------------------------ | ---------- | ----------------- | -------------------- | ----------- | ---------------- | -------------------------------------------------------------- |
| El Remo                   | 2007      | Remo Solar               | Los Llanos | 0691              | 0576                 |             |                  |                                                                |
| Las Manchas               | 2008      | Gamesa Solar             | El Paso    | 1000              | 5000                 | 01,7        | 06,5             | Komplettzerstörung am 26. November 2021 durch Spalteneruption. |
| Ehemalige Tabakfabrik JTI | 2010      | AV Energías Soltaica Dos | El Paso    | 1000              |                      |             |                  | El Paso, südlich LP-3, Av. Venezuela                           |
| Kraftwerk Los Guinchos    |           | Los Guinchos             | Breña Alta | 0111              |                      |             |                  |                                                                |

### Wasserkraftwerk
Das einzige auf den Kanarischen Inseln existierende Wasserkraftwerk El Mulato (Central hidroeléctrica de El Mulato) befindet sich im Nationalpark von Los Tilos der Gemeinde San Andrés y Sauces. Das 1913 errichtete Kraftwerk wurde von den Quellen Marcos und Cordero (in etwa 1300 m Höhe) gespeist und verfügt über eine Fallhöhe von 526 m (Höhendifferenz: 936 m − 410 m). Die in den 1950er Jahren erneuerte Anlage erzeugte mit zwei Generatoren zu je 400 kW Strom. Nach einem Rohrbruch wurden Teile der Anlage 2002 abgeschaltet. Planungen sahen eine Leistungserhöhung auf 5 MW vor, die jedoch bis 2017 nicht umgesetzt wurden, stattdessen blieb das Rohr unrepariert.

## Netzbetrieb
Für die Energieversorgung auf La Palma – wie auf dem gesamten Kanarischen Archipel – ist in Monopolstellung die Unión elétrica de Canarias (UNELCO) zuständig. Sie wurde 1930 auf Gran Canaria gegründet und übernahm 1970 das damals andere große kanarische Elektrizitätsunternehmen Riegos y Fuerzas de La Palma (RIFU). Im Jahr 1988 wurde sie vom multinationalen Unternehmen Endesa mit Sitz in Madrid übernommen und 2002 in Unelco-Endesa umbenannt. Endesa wiederum wurde 2007 vom italienischen ENEL übernommen.
Plattform für ein Neues Modell der Energie
Die 2012 gegründete Bürgerinitiative Plataforma por un Nuevo Modelo Energético (Px1NME) auf La Palma übte 2016 Kritik an dem Geldabfluss von der Insel zum italienischen Konzern Enel. Sie setzt sich für die Unabhängigkeit vom Erdöl und Enel-Monopol ein, indem erneuerbare Energien ausgebaut werden, insbesondere Pumpspeicher-, Fließwasserkraftwerke, Geothermie, Biogas und Solarwärmekraftwerke. Zu dem REE-Projekt, der 66-kV-Freileitung von Nord nach Süd auf La Palma, hat sie eine zwiegespaltene Meinung.
Die Bürgerbewegung Plataforma por un Nuevo Modelo Energético entwickelte das Modell zur Energiewende „Ruta por un Nuevo Modelo Energético“ und das „Manifiesto del Electrón“, welches später von allen lokalen Behörden der Insel unterzeichnet wurde. Auch die Regierung der Insel unterzeichnete das Dokument und beschloss darüber hinaus eine Finanzierung der Projektkoordination, welche 2018–2019 durch das Beratungsunternehmen SODEPAL durchgeführt wurde. Daraus entstand im Februar 2020 der unabhängige Sozial- und Umweltverband La Palma Renovable. 2019 wurde die Insel von der EU-Kommission als Vorreiter für „Saubere Energie für EU-Inseln“ ausgewählt.
Ein Verbundnetz zwischen den Kanarischen Inseln existiert nicht.

## Versorgungssicherheit
Die sichere Stromversorgung der Insel hängt wesentlich von der zentralen Stromversorgung des Kraftwerks mit einem Anteil von über 90 % ab. So haben in den zurückliegenden Jahren mehrere Ausfälle des Kraftwerks inselübergreifende Stromausfälle (Blackouts) verursacht:
| Datum                               | Dauer des Stromausfalls betroffene Haushalte | Ursache | Anmerkungen |
| ----------------------------------- | --- | --- | --- |
| Sa, 30. Juli 1949                   | etliche Tage, alles südlich Puerto Naos / Tiguerote | Vulkanausbruch kappte Strom- und Wasserversorgung, Verkehrsanbindung zu Land | letzte Phase des Vulkanausbruchs von 1949, Ausbruch des Krater Duraznero, der den Osthang bedeckte, nachdem am 8. Juli der Westhang schon bedeckt wurde.                                                                                      |
| Mi, 23. Sep. 2009                   | 5 h | Im Umspannwerk des Kraftwerkes führte ein Operateur entgegen der Anweisung des Protokolls eine unerlaubte Schalthandlung durch und löste dadurch einen dreiphasigen Kurzschluss aus. | Wegen der vorhersehbaren, fehlerhaften Schalthandlung wurde Unelco-Endesa vom Obersten Gerichtshof zu einer Geldstrafe von 2 Mill. € verurteilt.                                                                                              |
| Mi, 23. Dez. 2009 Do, 24. Dez. 2009 | ? h 3000 betroffene Haushalte 9000 in Puntallana, Garafia und Tazacorte                                                                                    | Starkregen, Sturm und Gewitter | |
| Di, 16. Apr. 2010                   | 4,5 h 48.000 betroffene Haushalte | Bei der Abschaltung einer der Dieselgruppen traten Schwingungen im System auf, die den Stromausfall auslösten.                                                                       | Das Inselkrankenhaus und der Flughafen (2 Windkrafträder) waren nicht betroffen, weil sie über autonome Energieversorgungssysteme verfügen. Der Kanarische Inseln Regierungsrat verurteilte Unelco-Endesa mit 3 Mill. € für den Stromausfall. |
| Di, 4. Sep. 2013, 15:13             | 1 h in Santa Cruz und Breña Alta, 4,7 h bei 50 % der Haushalte, 5,5 h längste Ausfalldauer                                                                 | Bei der Umschaltung einer der Kraftwerksgruppen kam es durch einen defekten Schalter eines Aggregates zur Versorgungsunterbrechung.                                                  | In den letzten sieben Monaten sind schon zwei weitere kleinere Stromausfälle vorausgegangen. Für den Insel-Blackout erhielt Unelco-Endesa eine Geldbuße von 6 Mill. €.                                                                        |
| Mi, 11. Dez. 2013                   | 3,5 h | Auswirkung eines Blitzschlags auf eine Mittelspannungsleitung. | Für den Insel-Blackout wurde Unelco-Endesa eine Geldstrafe von 6 Mill. € angedroht. |
| Di, 20. März 2018 15:10             | 1 h 40 min, von 49.000 Haushalten der Insel waren um 17:00 Uhr noch 5000 ohne Strom.                                                                       | Zum Zeitpunkt des Stromausfalls lag der Strombedarf bei 23 MW. | |
| Mi, 11. Dez. 2019                   | 40 min, fast 20.000 Menschen waren in den Gemeinden von Los Llanos de Aridane, Breña Alta, El Paso, Tijarafe und Tazacorte von dem Stromausfall betroffen. | 17:30 Uhr kam es zu einer Störung im Kraftwerk Los Guinchos in Santa Cruz, deren Ursache noch untersucht wird.                                                                       | |